# 锡格里斯维尔红峰
锡格里斯维尔红峰（德語：Sigriswiler Rothorn）是瑞士伯恩州的山峰，位於該國中部，屬於埃默河谷山的一部分，海拔高度2,051米，每年平均降雨量1,703毫米。